# Conrad Laursen
Conrad Laursen (Copenhague, Dinamarca; 11 de mayo de 2006) es un piloto de automovilismo danés. Actualmente compite en la European Le Mans Series, en la categoría LMGTE con el equipo Formula Racing.

## Carrera

### Fórmula 4

#### 2020
En 2020, Laursen hizo su debut en un monoplaza, compitiendo en el Campeonato de Fórmula 4 Danesa con Team FSP. Comenzó la campaña con fuerza, logrando un triple de podios, que incluyó su primera victoria en carreras de autos, en Jyllands-Ringen. Los mismos resultados siguieron en Padborg Park, donde el danés una vez más terminó segundo, tercero y primero en las carreras. Habiendo logrado un único podio en el tercer evento, Laursen fue declarado campeón luego de la cancelación del final de temporada, programado para llevarse a cabo en Sturup Raceway.

#### 2021
El danés avanzó al Campeonato de Italia de Fórmula 4 al año siguiente, conduciendo para Prema Powerteam.

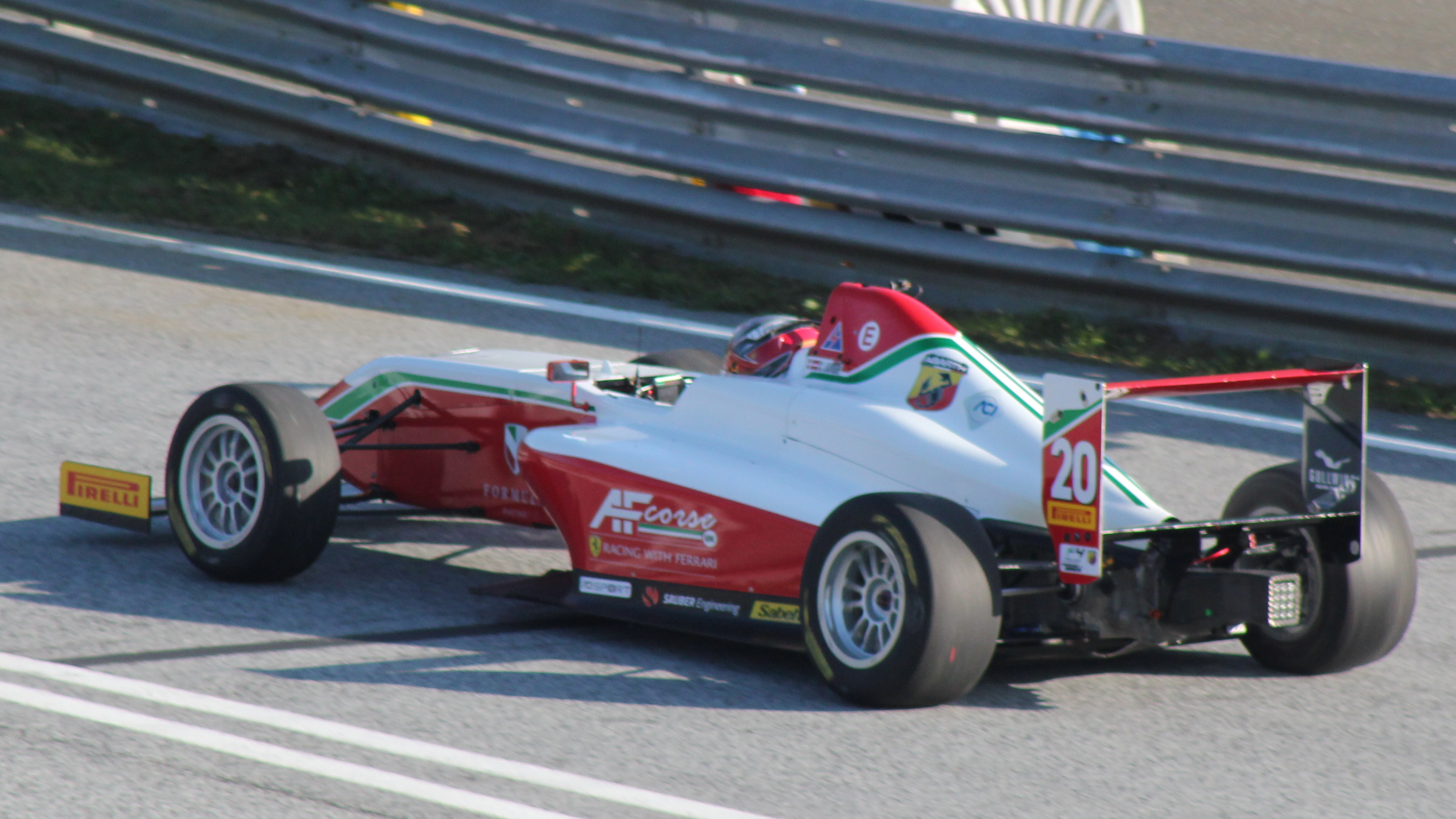
Laursen en el Red Bull Ring, 2021.

Comenzando su año terminando quinto en la apertura de la temporada en Le Castellet, Laursen tuvo problemas en la siguiente ronda en Misano y se vio obligado a retirarse de dos carreras. Los puntos consistentes llegarían en Vallelunga e Imola, antes de que el danés se quedara sin puntos en el Red Bull Ring. Habiendo obtenido un par de resultados entre los diez primeros, así como una vuelta rápida en Monza, Laursen terminó noveno en el campeonato general, mientras que perdió por poco el título de novato ante Nikita Bedrin debido a un trompo en la carrera final.

#### 2022
Habiendo comenzado su 2022 compitiendo en dos eventos del Campeonato de EAU de Fórmula 4, donde obtuvo un par de podios, Laursen regresó a la serie italiana y a la ADAC Fórmula 4 para su campaña principal, una vez más compitiendo con Prema, esta vez junto a Andrea Kimi Antonelli, Rafael Câmara, Charlie Wurz y James Wharton.

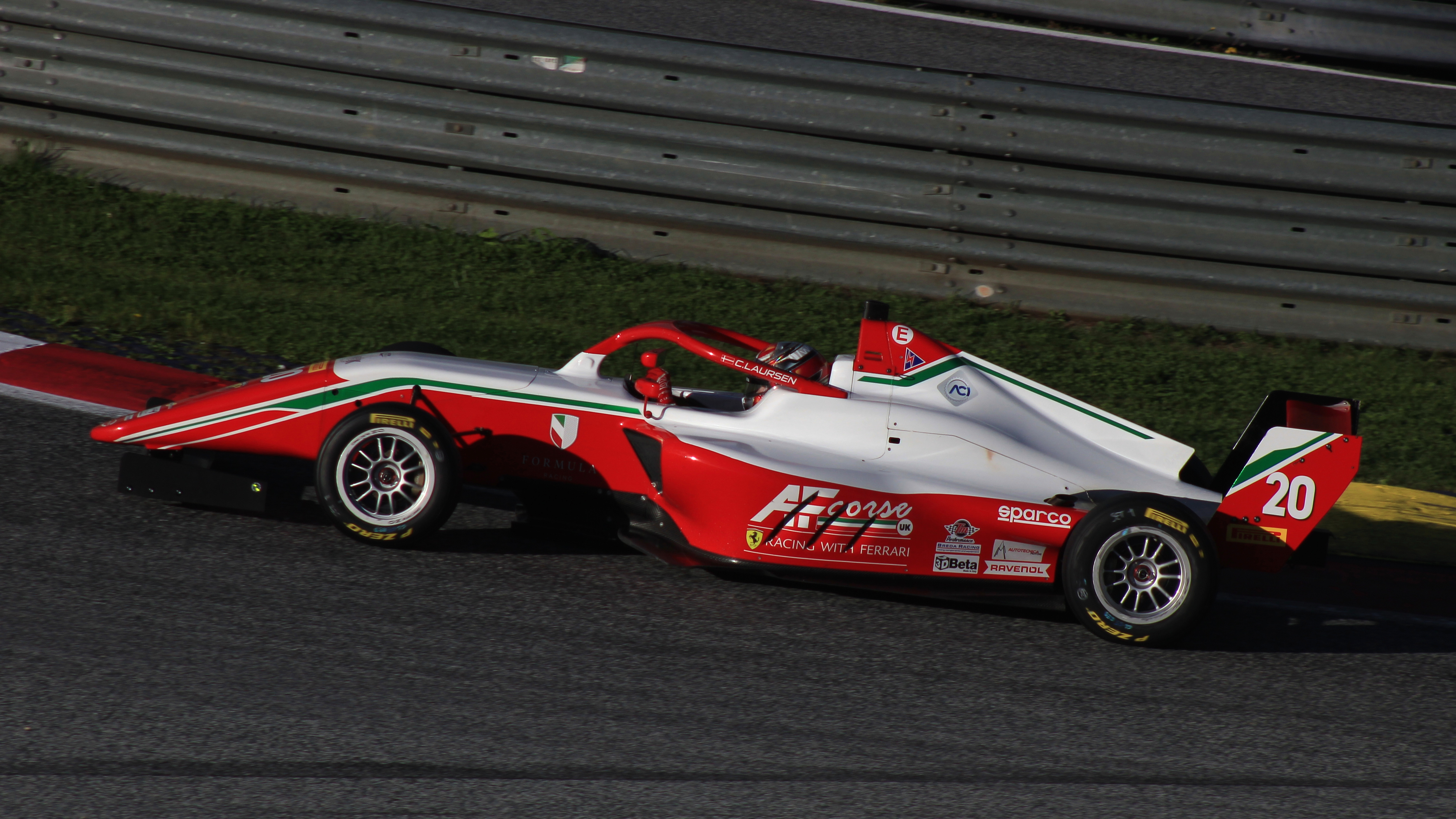
Laursen en el Red Bull Ring, 2022.

Su temporada comenzó lentamente, con las dos primeras rondas obteniendo solo tres puntos, antes de que el danés anotara su primer podio en la serie, terminando segundo en la Carrera 3 en Spa-Francorchamps. Otro podio seguiría en el Red Bull Ring, sin embargo, esa ronda vería el final de los puntos finales de la campaña de Laursen, lo que significó que se clasificó undécimo en la clasificación al final del año. 
En el campeonato alemán, Laursen logró un podio durante la primera ronda, después de haber regresado de un puesto 19 en la parrilla durante la Carrera 3, antes de luchar para lograr resultados importantes en el Hockenheimring, en particular cayendo al noveno desde la pole de parrilla invertida. en la carrera final. Laursen se recuperó enfáticamente durante el próximo evento en Zandvoort, donde, habiendo obtenido el tercer lugar en la Carrera 1, superó a su compañero de equipo Antonelli para obtener su primera victoria en el campeonato el domingo, terminando 58 centésimas de segundo por delante del italiano.
A pesar de dejar el campeonato después de la cuarta ronda, donde hizo otra aparición en la tribuna, Laursen terminó sexto en la clasificación de pilotos.

### Deportivos

#### 2022
Laursen hizo su primera aparición en el mundo de las carreras de GT en el Ferrari Challenge Europe, logrando un par de resultados entre los cinco primeros en el Hockenheimring en 2022.

#### 2023
Para la temporada 2023, Laursen cambió a las carreras de autos deportivos a tiempo completo, formando equipo con su padre Johnny y su compañero danés Nicklas Nielsen en la Asian Le Mans Series a principios de año, antes de competir con los mismos compañeros de equipo en la European Le Mans Series durante el verano, pilotando para AF Corse en la categoría GT de ambos campeonatos.

## Resumen de carrera
| Temporada | Categoría                                           | Equipo                    | Carreras | Victorias | Poles | VR | Podios | Puntos | Pos. |
| --------- | --------------------------------------------------- | ------------------------- | -------- | --------- | ----- | -- | ------ | ------ | ---- |
| 2020      | Campeonato de Fórmula 4 Danesa                      | Team FSP                  | 9        | 2         | 0     | 0  | 7      | 151    | 1.º  |
| 2021      | Campeonato de Italia de Fórmula 4                   | Prema Powerteam           | 20       | 0         | 0     | 0  | 0      | 60     | 9.º  |
| 2021      | ADAC Fórmula 4                                      | Prema Powerteam           | 6        | 0         | 0     | 0  | 0      | 2      | 19.º |
| 2021      | Campeonato de EAU de Fórmula 4 - Ronda Trofeo       | Abu Dhabi Racing by Prema | 1        | 0         | 0     | 0  | 0      | NC†    | 2.º  |
| 2022      | Campeonato de EAU de Fórmula 4                      | Abu Dhabi Racing by Prema | 8        | 0         | 0     | 0  | 2      | 56     | 12.º |
| 2022      | Campeonato de Italia de Fórmula 4                   | Prema Racing              | 20       | 0         | 0     | 0  | 2      | 81     | 11.º |
| 2022      | ADAC Fórmula 4                                      | Prema Racing              | 12       | 1         | 0     | 1  | 4      | 129    | 6.º  |
| 2022      | Ferrari Challenge Europe - Trofeo Pirelli (Pro)     | Formula Racing            | 2        | 0         | 0     | 0  | 0      | 15     | 10.º |
| 2023      | Asian Le Mans Series - GT                           | Formula Racing            | 3        | 0         | 0     | 0  | 0      | 4      | 17.º |
| 2023      | European Le Mans Series - LMGTE                     | Formula Racing            | 6        | 0         | 0     | 0  | 2      | 42     | 7.º  |
| 2024      | European Le Mans Series - LMGT3                     | Formula Racing            | 6        | 1         | 0     | 0  | 2      | 56     | 6.º  |
| 2024      | Campeonato Mundial de Resistencia de la FIA - LMGT3 | Akkodis ASP Team          | 1        | 0         | 0     | 0  | 0      | 0      | 37.º |
| Fuente:   |                                                     |                           |          |           |       |    |        |        |      |

## Resultados

### Campeonato de Italia de Fórmula 4
(Clave) (negrita indica pole position) (cursiva indica vuelta rápida puntuable)

| Año  | Escudería       | 1   | 1   | 1   | 2   | 2   | 2   | 3   | 3   | 3   | 4   | 4   | 4   | 5   | 5   | 5   | 6   | 6   | 6   | 7   | 7   | 7   | Pos. | Puntos |
| ---- | --------------- | --- | --- | --- | --- | --- | --- | --- | --- | --- | --- | --- | --- | --- | --- | --- | --- | --- | --- | --- | --- | --- | ---- | ------ |
| 2021 | Prema Powerteam | LEC | LEC | LEC | MIS | MIS | MIS | VLL | VLL | VLL | IMO | IMO | IMO | SPI | SPI | SPI | MUG | MUG | MUG | MNZ | MNZ | MNZ | 9.º  | 60     |
| 2021 | Prema Powerteam | 5   | Ret | WD  | 18  | Ret | Ret | 8   | 5   | 6   | 5   | 7   | Ret | 13  | 13  | 11  | 9   | 13  | 11  | 7   | 8   | 25  | 9.º  | 60     |

| Año  | Escudería    | 1   | 1   | 1   | 2   | 2   | 2   | 3   | 3   | 3   | 4   | 4   | 4   | 5   | 5   | 5   | 5   | 6   | 6   | 6   | 7   | 7   | 7   | Pos. | Puntos |
| ---- | ------------ | --- | --- | --- | --- | --- | --- | --- | --- | --- | --- | --- | --- | --- | --- | --- | --- | --- | --- | --- | --- | --- | --- | ---- | ------ |
| 2022 | Prema Racing | IMO | IMO | IMO | MIS | MIS | MIS | SPA | SPA | SPA | VLL | VLL | VLL | SPI | SPI | SPI | SPI | MNZ | MNZ | MNZ | MUG | MUG | MUG | 11.º | 81     |
| 2022 | Prema Racing | Ret | 29  | 13  | 6   | 6   | 5   | 8   | Ret | 2   | 8   | 8   | 11  |     | 9   | 3   | 6   | 32† | 24  | C   | Ret | 22  | Ret | 11.º | 81     |

### Asian Le Mans
(Clave) (negrita indica pole position) (cursiva indica vuelta rápida puntuable)

| Año  | Escudería      | Clase | Automóvil                | 1     | 2       | 3       | 4      | Pos. | Puntos |
| ---- | -------------- | ----- | ------------------------ | ----- | ------- | ------- | ------ | ---- | ------ |
| 2023 | Formula Racing | GT    | Ferrari 488 GT3 Evo 2020 | DUB 8 | DUB Ret | ABU Ret | ABU WD | 17.º | 4      |

### European Le Mans Series
(Clave) (negrita indica pole position) (cursiva indica vuelta rápida puntuable)

| Año   | Escudería      | Clase | Automóvil           | 1     | 2   | 3   | 4   | 5   | 6   | Pos. | Puntos |
| ----- | -------------- | ----- | ------------------- | ----- | --- | --- | --- | --- | --- | ---- | ------ |
| 2023* | Formula Racing | LMGTE | Ferrari 488 GTE Evo | BAR 2 | LEC | ARA | SPA | ALG | ALG | 2.º* | 18*    |

- * Temporada en progreso.